# Abaraeus
Abaraeus là một chi xén tóc thuộc phân họ Lamiinae, gồm những loài sau đây:
- Abaraeus cuneatus Jordan, 1903
- Abaraeus curvidens Aurivillius, 1908